# 希塞拉·莫龙
希塞拉·莫龙（西班牙語：Gisela Morón，1976年1月25日—），西班牙花样游泳运动员。她曾入选2008年夏季奥林匹克运动会西班牙女子花样游泳队，但并未上场参赛。